# Skagerrak
Skagerrak (dansko: [ˈskɛːjɐˌʁɑk] je morski preliv med Jutlandijo in Skandinavskim polotokom na severu Evrope, ki predstavlja zahodni del povezave med Severnim in Baltskim morjem. Proti jugovzhodu se nadaljuje z ožino Kattegat, ki vodi v Baltsko morje.
Skagerrak vključuje nekatere najbolj obremenjene ladijske poti na svetu, s plovili iz vseh koncev sveta. Podpira tudi intenzivno ribiško industrijo. Ekosistem je obremenjen in negativno vpliva na neposredne človeške dejavnosti. Oslo in Göteborg sta edini veliki mesti v regiji Skagerrak.

## Ime
Pomen Skagerrak je najverjetneje Skagenskega preliva. Skagen je mesto blizu severnega rta Danske (Skaw). Rak pomeni 'ravna vodna pot' (primerjaj Damrak v Amsterdamu). Končni vir tega zloga je protoindoevropski koren *reg-, 'ravno'. Rak pomeni 'naravnost'. Råk se v sodobni norveščini in švedščini nanaša na kanal ali odprtino vode v sicer z ledom pokritem vodnem telesu. Ni dokazov, ki bi kazali na povezavo s sodobno dansko besedo rak (kar pomeni drhal ali sodrga). Druga možnost je, da so Skagerrak poimenovali nizozemski pomorščaki, tako kot je dobil ime sosednji Kattegat. Za Nizozemce je bilo običajno, da so podobne odseke vodnih poti imenovali rak, kot so: Langerak, Damrak, Gouderak in Tuikwerderrak.

## Geografija
Skagerrak je dolg 240 km in širok med 80 in 140 km. Proti norveški obali se poglablja in pri Norveškem jarku doseže več kot 700 m. Nekatera pristanišča ob Skagerraku so Oslo, Larvik in Kristiansand na Norveškem, Skagen, Hirtshals in Hanstholm na Danskem ter Uddevalla, Lysekil in Strömstad na Švedskem.
Skagerrak ima povprečno slanost 80 praktičnih enot slanosti, kar je zelo nizko, blizu somornice, vendar primerljivo z večino drugih obalnih voda. Območje, ki je na voljo za biomaso, je veliko približno 3600 km² in vključuje široko paleto habitatov, od plitvih peščenih in kamnitih grebenov na Švedskem in Danskem do globin norveškega jarka.

### Obseg
Mednarodna hidrografska organizacija opredeljuje meje Skagerraka takole:

Na zahodu. Črta, ki povezuje Hanstholm (57°07′N 8°36′E / 57.117°N 8.600°E) in Naze (Lindesnes, 58°N 7°E / 58°N 7°E).
Na jugovzhodu. Severna meja Kattegat [Črta, ki povezuje Skagen (Skaw, severna točka Danske) in Paternosterskären (57°54′N 11°27′E / 57.900°N 11.450°E)  in od tod proti severovzhodu skozi plitvine do otoka Tjörn pred obalo Švedske.

## Zgodovina
Starejši imeni za Skagerrak in Kattegat skupaj sta bili Norveško morje ali Jutlandsko morje; slednji se pojavi v Knýtlinga saga.
Do izgradnje prekopa Eider leta 1784 (predhodnika Kielskega prekopa) je bil Skagerrak edina pot v Baltsko morje in iz njega. Zaradi tega je ožina že stoletja imela gost mednarodni promet. Po industrijski revoluciji se je promet povečal in danes je Skagerrak med najbolj prometnimi ožinami na svetu. Leta 1862, po bližnjici, kanal Thyborøn pri Limfjordu je bil zgrajen na Danskem skozi Skagerrak iz Severnega morja, tako da je šel neposredno v Kattegat. Limfjord pa podpira le manjše prevoze.
V obeh svetovnih vojnah je bil Skagerrak za Nemčijo strateško zelo pomemben. Največja pomorska bitka prve svetovne vojne, bitka pri Jutlandu, znana tudi kot bitka pri Skagerraku, je potekala tukaj od 31. maja do 1. junija 1916. V drugi svetovni vojni je pomembnost nadzora nad to plovno potjo, edino dostop do Baltika, je bil motiv za nemške vpade na Dansko, Norveško in gradnjo severnih delov Atlantskega zidu. Oba pomorska spopada sta prispevala k velikemu številu brodolomov v Skagerraku.

## Promet in industrija
Skagerrak je prometna ladijska pot z ok. 7500 posameznih plovil (brez ribiških plovil) z vsega sveta samo v letu 2013. Tovorne ladje so daleč najpogostejše ladje v Skagerraku z ok. 4000 posameznimi ladjami v letu 2013, sledijo tankerji, ki so skoraj polovico manj pogosti. Če gledamo v kombinaciji z območjem Baltskega morja, so leta 2013 obiskale ladje iz 122 različnih narodnosti, pri čemer je večina teh prevažala tovor ali potnike znotraj Evrope, ne glede na državo zastave.
Skoraj vsa komercialna plovila v Skagerraku spremljajo sistem za samodejno identifikacijo (AIS).

## Rekreacija
Skagerrak je priljubljen za rekreacijske dejavnosti v vseh treh državah. Ob obali je veliko poletnih rezidenc in več marin.

## Biologija
Skagerrak je življenjski prostor za približno 2000 morskih vrst, od katerih so se mnoge prilagodile njegovim vodam. Na primer, sorta atlantske trske, imenovana trska Skagerrak, se drsti ob norveški obali. Jajčesa so plovna in mladiči se prehranjujejo z zooplanktonom. Mladice potonejo na dno, kjer imajo krajši zrelostni cikel (2 leti). Ne selijo se, ampak ostanejo lokalno v norveških fjordih.
Raznolikost habitatov in velika količina planktona na površini podpirata plodno morsko življenje. Energija se giblje od vrha proti dnu po Vinogradovi lestvi migracij; to pomeni, da so nekatere vrste bentoške, druge pa pelagične, vendar obstajajo stopnjevane morske plasti, znotraj katerih se vrste premikajo navpično na kratke razdalje. Poleg tega so nekatere vrste bentopelagične in se gibljejo med gladino in dnom. Bentoške vrste vključujejo Coryphaenoides rupestris, Argentina silus, Etmopterus spinax, Chimaera monstrosa in Glyptocephalus cynoglossus. Na vrhu so Clupea harengus, Scomber scombrus, Sprattus sprattus. Nekatere vrste, ki se premikajo med njimi, so Pandalus borealis, Sabinea sarsi, Etmopterus spinax.

### Grebeni
Poleg peščenih in kamnitih grebenov v Skagerraku rastejo obsežni hladnovodni koralni grebeni, večinoma Lophelia. Greben Säcken v švedski morski zaščiti fjorda Koster je starodavni hladnovodni koralni greben in edini znani koralni greben v državi. Greben Tisler v norveškem morskem varstvu narodnega parka Ytre Hvaler je največji znani koralni greben v Evropi. Grebeni Lophelia so prisotni tudi v norveškem jarku in so znani iz plitvih voda številnih norveških fjordov.
Skagerrak ima tudi številne redke mehurčaste grebene; bioloških grebenov, ki so nastali okoli hladnih izvirov geoloških izpustov ogljikovih hidratov, običajno metana. Ti redki habitati so večinoma znani iz danskih voda Skagerraka zahodno od Hirtshala, vendar bodo morda v prihodnjih raziskavah odkrili več. Mehurčasti grebeni so v Evropi zelo redki in podpirajo zelo raznolik ekosistem.
Zaradi stoletja dolgega težkega mednarodnega pomorskega prometa v Skagerraku jena morskem dnu tudi obilo ladijskih razbitin. Razbitine v plitvih vodah zagotavljajo trdno sidranje za številne korale in polipe, raziskane razbitine pa so pokazale, da podpirajo korale Alcyonium digitatum, zvezde in Anarhichadidae. Projekt kartiranja morskega dna iz leta 2020 okoli mesta Jammerbugten v Skaggeraku, ki ga je vodil danski raziskovalec Klaus Thymann, je našel dokaze o veliko večji biotski raznovrstnosti v številnih habitatih morskega dna, ki so prej veljali za peščena z nizko gostoto divjih živali. Korale Alcyonium digitatum so bile spet med vrstami, ki so bile prvič dokumentirane v teh obalnih habitatih.

## Skrb za okolje
Znanstveniki in okoljske ustanove so izrazili zaskrbljenost zaradi naraščajočega pritiska na ekosistem v Skagerraku. Pritisk je že imel negativne vplive in je posledica kumulativnih vplivov na okolje, med katerimi so neposredne človekove dejavnosti le en kos sestavljanke. Pričakuje se, da bodo podnebne spremembe in zakisanje oceanov v prihodnosti vedno bolj vplivali na ekosistem Skagerrak.
Skagerrak in Severno morje prejemata znatne količine nevarnih materialov in radioaktivnih snovi. Večina je pripisana prevozu na velike razdalje iz drugih držav, vendar ne vseh. Vse večji problem so tudi morski odpadki. Do nedavnega se odpadne vode in odplake, ki so se v Skagerrak zlivale iz naselij in industrije, sploh niso čistile. V kombinaciji z izpiranjem prekomernih hranil iz konvencionalnega kmetovanja je to pogosto povzročilo veliko cvetenje alg.

## Zaščita
Norveška
- Narodni park Ytre Hvaler, ustanovljen 26. junija 2009
- Narodni park Raet, ustanovljen 16. decembra 2016

Švedska
- Narodni park Kosterhavet
- Bratten, novo določeno 120.878,4 hektarjev morsko območje Natura 2000 za Kosterhavetom. Pockmarks in biogeni grebeni v globinah 200–500 metrov.
- Gullmarsfjorden, prvo švedsko morsko ohranitveno območje iz leta 1983.

Danska
- Grenen in 270.295 hektarjev morsko območje takoj severno.[15]